# Daria Abramova
Daria Abramova est une boxeuse russe née le 17 avril 1990 à Chtchiokino.

## Carrière
Sa carrière amateur est principalement marquée par une médaille d'or remportée aux championnats d'Europe de 2016 dans la catégorie poids légers.

## Palmarès

### Championnats du monde
- Médaille de bronze en -64 kg en 2012 à Qinhuangdao, Chine[1]

### Championnats d'Europe
- Médaille de bronze en -57 kg en 2018 à Sofia, Bulgarie
- Médaille d'or en -60 kg en 2016 à Sofia, Bulgarie[2]

### Jeux européens
- Médaille de bronze en -57 kg en 2019 à Minsk, Biélorussie